# Johannes Vasaeus
Johannes Vasaeus (Brugge, 1511 - Salamanca, 21 oktober 1561), verlatijnste naam voor Jan Was of Waes

## Levensloop
Vasaeus was pas twintig en nog aan het studeren in het Collegium Trilingue in Leuven, toen Fernando Colombus (1488-1539), de tweede zoon van Christoffel Colombus, hem ontmoette en hem ertoe overhaalde met hem naar Spanje te gaan. Hij werd de eerste bibliothecaris van 'La Colombina', bibliotheek gewijd aan de ontdekkingen en de reizen van Christoffel Columbus. Toen Fernando stierf werd de ongeveer 10.000 volumes tellende bibliotheek geschonken aan de kathedraal van Sevilla en kwam een einde aan het contract met Vasaeus.
Hij werd schooldirecteur in Bragas en in 1541 in Evora in Portugal.
In 1550 werd hij hoogleraar in Salamanca.
Zijn omvangrijk werk gewijd aan de geschiedenis van Spanje verscheen postuum.

## Publicatie
- Rerum Hispaniae memorabilium (...), Keulen, 1577.